# Dorothy Bush Koch
Dorothy Bush Koch Walker, biệt danh là Doro, (sinh ngày 18 tháng 8 năm 1959) là một nhà văn và nhà từ thiện người Mỹ. Bà là con gái còn sống duy nhất của Tổng thống Hoa Kỳ thứ 41 George H.W. Bush và cựu đệ nhất phu nhân Barbara Bush. Bà cũng là em gái còn sống duy nhất của George W. Bush, Tổng thống thứ 43 của Hoa Kỳ kể từ sau cái chết của chị gái bà là Pauline do bị bệnh bạch cầu.